# Брилівка (селище)
Бри́лівка — селище в Україні, у Виноградівській сільській громаді Херсонського району Херсонської області.

## Населення
У січні 1989 року чисельність населення становила 5956 осіб}.
На 1 січня 2013 року чисельність населення становила 4394 особи.

### Мова
Розподіл населення за рідною мовою за даними перепису 2001 року:
| Мова            | Кількість | Відсоток |
| --------------- | --------- | -------- |
| українська      | 4144      | 90.48%   |
| російська       | 385       | 8.47%    |
| білоруська      | 8         | 0.11%    |
| румунська       | 6         | 0.13%    |
| вірменська      | 4         | 0.09%    |
| болгарська      | 2         | 0.04%    |
| інші/не вказали | 31        | 0.68%    |
| Усього          | 4580      | 100%     |

## Історія
З 1946—1949 років кількість населення становило 70 мешканців. Комсоргом Брилівки обрали Ляшка В. Й.
Першими забудовниками, та помічниками Липая (перший директор Елеватора) стали механік — Олексій Галушко, бригадир будівельників — Клавдія Курилова, робітники Т.Дорошенко, Н.Спиця, бухгалтер — С.Дурман.
У 1950 році розпочалось індивідуальне будівництво вулиці Миру, перші забудовники якої були: Фурсенко І. Ю., Тимошенко О. В., Дурман С. Г., Тамара М. В., Санін М. В. У 1951 році було побудовано дерев'яний будинок, у якому розмістилася початкова школа (перша вчителька Мандибура І. М.).
1952—1954 рр. побудовано бавовнопункт (де зараз стадіон і пункт лікарні).
1953 році було оголошено Всесоюзне ударне комсомольське будівництво зі спорудження Північнокримського каналу.
На базі дільниці БМУ-5 було створено спеціалізоване будівельно-монтажне управління № 3, а у 1964 році перейменоване в СБМУ-20. Потім було створено «Укр ВОД БУТ», а потім «Херсон ВОД-БУД».

### Російсько-українська війна
24 лютого 2022 року селище тимчасово окуповане російськими військами під час російсько-української війни.
31 липня 2022 року стало відомо про знищення з ракетного комплексу M142 HIMARS у ніч з 29 липня на 30 липня російського залізничного ешелону з понад 40 вагонами з військовими, боєприпасами та технікою, що прибув з Криму до місцевої станції. 
3 листопада 2023 року було завдано ракетного удару по інфраструктурі російських окупантів, а 14 листопада з M142 HIMARS уразили житлові будинки з окупантами в селищі.